# یسری (خواننده)
یسری (عربی: یسرا؛ زاده ۱۰ مارس ۱۹۵۵) بازیگر و خواننده مصری است. وی از سال ۱۹۷۸ میلادی تاکنون مشغول فعالیت بوده‌است.
او در فیلم‌هایی مانند چوپان و زن، مهاجر، اسکندریه… نیویورک و ساختمان یعقوبیان بازی کرده است.